# 浜崎貴司
浜崎 貴司（はまざき たかし、1965年6月11日 - ）は、日本のミュージシャン、俳優、声優。本名・濱崎貴司（読み同じ）。栃木県宇都宮市出身。栃木県立宇都宮東高等学校、あんでるせん美大受験教室、東京学芸大学教育学部美術科卒業。とちぎ未来大使。

## 経歴
大学卒業後、プランニング会社に勤務する傍ら、音楽活動を続ける。
1988年、7人組のファンクロックバンドFLYING KIDSを結成し、ボーカルを担当。1989年、プランニング会社を半年で退職し。同年2月、後に人気深夜番組となる『三宅裕司のいかすバンド天国』に同バンドで出演。初代グランドキングになる。1990年4月、『幸せであるように』でメジャーデビュー。バンド活動と平行して、テレビドラマなどで俳優として活動。1998年2月、FLYING KIDSが解散。
1998年12月、『ココロの底』でソロデビュー。1999年7月、ソロデビュー初のワンマンライブ「浜崎貴司登場 at maruyamacho」（渋谷ON AIR WEST）を開催。12月には初のソロツアー「処女航海」がスタート（東名阪）。2004年、FLYING KIDSの熱狂的なファンでもあるMCU (KICK THE CAN CREW) とユニット・マツリルカを結成。2006年、2006FIFAワールドカップをきっかけに浜崎貴司を中心に生まれたプロジェクト「YELL FROM NIPPON」が始動。忌野清志郎をはじめとしたミュージシャンや俳優など、ジャンルを超えた顔ぶれが参加した。2007年、1月から3ヶ月連続で新曲をリリース（ナップスタージャパン限定）。5月、FLYING KIDS再結成を発表。10月には小峰理紗とのユニット「ハマザキコミネ」を結成。
2008年、ソロデビュー10周年を記念して、10人のアーティストを迎え、1対1でギター1本でLIVEで対戦する「gachi（ガチ）10番勝負」がスタート。2010年、好評につき「GACHI シーズン2 春夏秋冬」がスタート。2011年1月、ギター1本で全国を回る「弾き語りツアー "LIFE WORKS LIVE 〜Since2011 / 終わりなきひとり旅"」がスタート。2012年3月、「GACHIスペシャル」として11人のアーティストと共演、「GACHI シーズン3」に突入。2013年1月、GACHIシリーズで共演したゲスト陣とコラボして書き下ろしたアルバム『ガチダチ』をリリース。2014年、シーズンシリーズ化した「GACHI ライブ」が都内開催から地方へ出向く「出前GACHI」となり全国ツアーを開始。
2018年 7月、寺岡呼人のソロデビュー25周年記念企画として結成されたカーリングシトーンズに参加。
2024年12月25日、栃木県知事よりとちぎ未来大使に任命される。

## ディスコグラフィ

### シングル
| 発売日         | タイトル                           | 備考                                   |
| -------------- | ---------------------------------- | -------------------------------------- |
| 1998年12月02日 | ココロの底                         |                                        |
| 1999年06月23日 | どんな気持ちだい?                  |                                        |
| 1999年10月06日 | 誰かが誰かに                       |                                        |
| 2001年06月30日 | boot1                              | ライブ会場限定マキシシングル           |
| 2001年10月04日 | boot2                              | ライブ会場限定マキシシングル           |
| 2004年01月28日 | ダンス☆ナンバー                    |                                        |
| 2004年08月07日 | オリオン通り                       | 斉藤和義&浜崎貴司                      |
| 2005年07月20日 | スーパーサマー・バイブレーション!! | マツリルカ                             |
| 2005年09月28日 | ラブ・リルカ                       | マツリルカ&アリス                      |
| 2006年01月18日 | HUG〜抱きしめてください〜          | マツリルカ&アリス                      |
| 2007年07月14日 | Beautiful!!                        | タワーレコード限定発売                 |
| 2007年10月24日 | MERRY〜ぬくもりだけを届けて        | ハマザキコミネ                         |
| 2008年02月20日 | モノクローム／オリオン通り         | ハマザキコミネ                         |
| 2012年12月12日 | ぼくらのX'mas-Song                 | 浜崎貴司×仲井戸“CHABO”麗市（配信限定） |
| 2013年01月16日 | 君と僕                             | 浜崎貴司×奥田民生（先行配信）          |
| 2014年02月26日 | 僕は忘れない                       | 配信限定                               |
| 2016年05月03日 | ウイスキーが、お好きでしょ         | 配信限定                               |

### アルバム
- 1999年11月20日：「新呼吸」
- 2001年6月2日：「俺はまたいつかいなくなるから」
- 2002年3月27日：「AIと身体のSWING」
- 2002年12月8日：「2002」
- 2003年9月29日：「トワイライト」
- 2004年2月25日：「発情」
- 2008年3月26日：「1」ハマザキコミネ
- 2010年9月29日：「NAKED」
- 2013年1月29日：「ガチダチ」（参加：奥田民生/斉藤和義/中村中/佐藤タイジ/おおはた雄一/仲井戸“CHABO”麗市/高木完/曽我部恵一）
- 2014年4月23日：「ゴールデンタイム」
- 2016年2月24日：「シルシ」（ソロ・ベスト）

### 参加作品
- 1997年2月21日：佐山雅弘「a point of the globe」
- 2002年10月23日：「幸せであるように」MCU feat. 浜崎貴司
- 2002年5月22日：「HAPPY END PARADE〜tribute to はっぴいえんど〜」収録「無風状態」BLACK EYE'S RIVER（浜崎貴司＋高野寛＋TOKIE）
- 2004年7月28日：「サーフライダー」MCU feat. 浜崎貴司
- 2004年9月22日：「東京 麻布 ニューディスコ」VOL.1収録「Wrap around」MCU feat. 浜崎貴司
- 2005年12月21日：山下久美子「Duets」収録「ラチエン通りのシスター feat. 浜崎貴司」
- 2006年5月31日：「友情のエール」YELL FROM NIPPON」, Football Music Album「YELL」Various Artist
- 2007年4月25日：エルヴィス・コステロトリビュートアルバム「Tribute to ELVIS COSTELLO」収録「WATCHING THE DETECTIVES」
- 2011年2月16日：小泉今日子コラボレーションアルバム「コラボレーキョン」収録「恋サクラビト（featuring小泉今日子）」※浜崎のアルバム「発情」にて発表済み。
- 2011年2月23日：仲井戸“CHABO”麗市リスペクトアルバム「OK!!! C'MON CHABO!!!」収録「ガルシアの風」
- 2014年2月12日：LITTLE「アカリタイトル1」収録「おれたちのイマジン feat. 浜崎貴司」
- 2014年8月6日：「高野寛 ソング・ブック」収録「All over, Starting over」

### DVD
- 2003年03月26日：「AIと身体のMOVIE」（収録時間：40分）
完成まで約3年を要した、2002年リリースのアルバム『AIと身体のSWING』の制作風景や、ライヴ・シーンなどを収録したドキュメンタリー・タッチの映像作品。

### タイアップ一覧
| 起用年 | 曲名                       | タイアップ                                                 |
| ------ | -------------------------- | ---------------------------------------------------------- |
| 1999年 | テノヒラ                   | フジテレビ系『歌うボキャブラ天国』エンディングテーマ       |
| 2004年 | ダンス☆ナンバー            | テレビ朝日系『鈴木タイムラー』エンディングテーマ           |
| 2014年 | 家族                       | 映画『鬼灯さん家のアネキ』主題歌                           |
| 2016年 | ウイスキーが、お好きでしょ | サントリースピリッツ「サントリー角瓶・ハイボール」CMソング |

## 出演作品

### テレビ・ドラマ
- もしも願いが叶うなら（1994年1月7日‐3月25日、TBS）毛利竜次 役
  - もしも願いが叶うなら スペシャル（1995年3月31日、TBS）
- 僕が彼女に、借金をした理由。（1994年10月14日‐12月23日、TBS）芹沢鴨 役
- 智子と知子（1997年7月3日‐9月18日、TBS）坊谷健司 役
- お前の諭吉が泣いている（2001年1月11日‐3月15日、テレビ朝日）細川悟 役
- ご近所探偵TOMOE（2003年3月29日、WOWOW、ドラマW）バイス 役
- 99.9-刑事専門弁護士- 完全新作SP新たな出会い篇（2021年12月29日、TBS） - 倉持雅夫 役

### バラエティ・音楽番組
- 日めくりタイムトラベル《昭和64年 / 平成元年！ バンドブーム》（2009年5月9日、NHK BS2）VTR出演
- 僕らの音楽（2010年5月21日、フジテレビ）
- 千原ジュニアの鼓膜（2014年4月24日、スペースシャワーTV）
- SONGS 「忌野清志郎」（2015年5月2日、NHK総合）トークゲスト
- 忌野清志郎 ロックン・ロール・ショー 渋谷公会堂 Love&Peace 2015年5月2日（2015年6月14日、フジテレビNEXT・フジテレビNEXTsmart）
- The Covers´Fes.2019（2019年12月22日、NHK BSプレミアム）
- 忌野清志郎トリビュート！〜ナニワ・サリバン・ショー2020〜（2020年4月4日、NHK BSプレミアム）
- ごぶごぶ正月SP（2021年1月2日、毎日放送）
  - ごぶごぶ正月SP 延長戦（2021年1月12日、毎日放送）
- 痛快TV スカッとジャパン《母と娘のファミリースカッと》「結婚直前に知った母の秘密」（2021年9月27日、フジテレビ）友情出演
- J-WAVE TOKYO GUITAR JAMBOREE  第一夜・桜花爛漫の宴（2024年3月20日、BS朝日）
- 奥田民生 ソロ30周年記念ライブ「59-60」ひとり股旅スペシャル＠両国国技館（2024年11月23日、WOWOW）

### 教育・ミニ番組
- ピタゴラスイッチ特別編 ピタゴラ装置 大解説スペシャル〜前半戦〜「ビーだま・ビーすけの大冒険」（2015年8月4日 -  NHK Eテレ）主題歌
  - 大人のピタゴラスイッチ ピーマンとハトと数学「ビーすけを救え！ビーだま兄弟の大冒険」（2017年1月2日 -  NHK Eテレ）
  - 大人のピタゴラスイッチ 想像力としかくい穴「一時休戦 ビーすけと黒玉王子の大脱出」（2018年1月1日 -  NHK Eテレ）
  - ピタゴラスイッチ ビーだま・ビーすけの大冒険スペシャル！「ビーだま・ビーすけの大冒険～完結編～　黒玉軍の野望」（2018年7月28日 -  NHK Eテレ）
  - ピタゴラスイッチ 特大号 こうすると→わかる「ビーだま・ビーすけ エピソード4」(2025年1月3日 -  NHK Eテレ)
- Eテレ 0655 2355 おはよう・おやすみソング「へんな気持ち」（2017年4月3日 -  NHK Eテレ）
  - ゴミ袋最後の1枚のまき
  - ふられた体（てい）のまき
  - 向こうから歩いてくる人誰だっけのまき
  - エレベーターのまき
  - リモコンのまき
  - 非常口のまき

### ラジオ
- 浜崎貴司のナニオキテンノ？（RADIO BERRY エフエム栃木76.4MHz）

### 映画
- ジャングル大帝 劇場版（1997年） - サーカスの団員 役 ※声優
- CASSHERN（2004年）
- サヨナラCOLOR（2005年）患者 役
- 檸檬のころ（2007年）丹波先生 役
- 魁!!男塾（2008年）風海 役
- 40歳問題（2008年、ドキュメンタリー作品）
- 鬼灯さん家のアネキ（2014年9月〜）主題歌『ゴールデンタイム』収録「家族」

### CM
- アサヒビール
  - 「アサヒ本生」CMナレーション（2001年2月 - ）
  - 「クリアアサヒ」CMナレーション（2008年3月 - ）
- 資生堂
  - スキンケアブランド「TAPHY」CMナレーション（2001年5月21日-）
- 本田技研工業 エアウェイブ（全て声の出演）
  - 『誕生予告篇』（2005年3月 - ）
  - 『上空篇（登場）篇』（2005年4月 - ）
  - 『綱渡り篇』（2005年9月 - ）
  - 『フェニックス 美輪さん篇』（2006年5月 - ）
  - 『跳ぶ馬篇』（2007年1月 - ）
  - 『夜のスカイルーフ篇』（2007年6月 - ）
- 江崎グリコ
  - 企業CM『みんなに笑顔を届けたい。』篇、斉藤和義、吉村由美 (PUFFY)、スチャダラパー、つじあやの、泉谷しげる、ハナレグミ、EGO-WRAPPIN'、HALCALI、栗原務 (LITTLE CREATURES)、川島海荷 (9nine) 共演。（2011年7月20日 - ）
- カルピス
  - 「未来へピース」篇2014バージョン、CMテーマ曲「CALPIS for you（浜崎貴司×つじあやの、デュエット）」（2014年6月29日 - 7月7日）
- 日本アイコム
  - 企業CM「ここが、故郷」編、オリジナルCMソング「君の笑顔（浜崎貴司×YO-KING）」（2016年1月-）

### LIVE
1999
- 12月〜 初のソロツアー「処女航海」スタート（東名阪）
- 7月17日 ソロデビュー後初のワンマン「浜崎貴司登場at maruyamacho」＠渋谷ON AIR WEST

2000
- 11月11日 ソロ第3弾ワンマンライブSOLDOUT「充電シスギ」＠原宿アストロホール

2001
- 6月30日 浜崎貴司2001ツアー「オレマタ」スタート（全国6公演）
- 10月4日 企画イベント「ECHOSOPHY」＠新宿リキッドルーム
- 10月27日 イベントツアー「オレマタ、マタ？」スタート
- 12月3日 企画イベント「ECHOSOPHY2」@大阪バナナホール

2002
- 5月〜「LIVE TOUR 2002/初夏 スイングしなけりゃ意味がない！It don‘t mean a thing if taint swing!」ツアー（全国8公演）

2004
- 4月〜 LIVE TOUR「私の発情」（全国3公演）
- 9月19日 RADIO BERRYベリテンライブ2004＠宇都宮市農林公園ろまんちっく村 さわやか広場 野外ステージ 浜崎貴司＆MCU 出演

2005
- 9月4日 宇都宮限定シングル「オリオン通り」5000枚突破記念イベント二荒山神社特別ライブ＠二荒山神社大階段前広場　浜崎貴司＋斉藤和義
- 9月18日 RADIO BERRYベリテンライブ2005@宇都宮市農林公園ろまんちっく村 さわやか広場 野外ステージ マツリルカ（浜崎貴司＋MCU）出演

2006
- 9月17日 RADIO BERRYベリテンライブ2006@井頭公園運動広場（栃木県真岡市）出演

gachi（ガチ）10番勝負　シーズン1 [全11回] (2008.10 - 2009.12)
- Vol.01 - 2008年10月17日（金）VS 桜井秀俊（真心ブラザーズ）
- Vol.02 - 2008年11月25日（火）VS 佐藤タイジ (THEATRE BROOK)
- Vol.03 - 2009年02月20日（金）VS 仲井戸麗市（RCサクセション）
- Vol.04 - 2009年03月27日（金）VS 斉藤和義
- Vol.05 - 2009年05月04日（月）VS 古内東子
- Vol.06 - 2009年06月30日（火）VS 宮沢和史 (THE BOOM)
- Vol.07 - 2009年08月01日（土）VS 高野寛
- Vol.08 - 2009年09月11日（金）VS 泉谷しげる
- Vol.09 - 2009年10月16日（金）VS YO-KING（真心ブラザーズ）
- Vol.10 - 2009年11月14日（土）VS ムッシュかまやつ
- おかわり - 2009年12月19日（土）VS 浜崎貴司

浜崎貴司 GACHI シーズン2［全4回］春夏秋冬〜冬の陣 (2010.7 - )
- 夏の陣 - 2010年07月05日（月）VS 黒沢健一 (L⇔R)
- 秋の陣 - 2010年09月14日（火）VS スガシカオ
- 冬の陣 - 2011年01月24日（月）VS 中村中
- 春の陣 - 2011年03月28日（月）VS 仲井戸麗市（RCサクセション）再戦スペシャル

2011
- 6月9日 ワ・リ・コ・ミGACHI vs 山田将司 (THE BACK HORN) ＠Shibuya DUO Music Exchange

2012
- 3月4日 GACHIスペシャル・春の大感謝祭！！＠Mt.RAINIER HALL

vs 泉谷しげる vs 黒沢健一 vs 桜井秀俊 vs 佐藤タイジ vs 曽我部恵一 vs 高野寛 vs 仲井戸麗市 vs 中村中 vs 古内東子 vs 宮沢和史 vs YO-KING
- 8月10日 RISING SUN ROCK FESTIVAL＠北海道 石狩湾新港樽川埠頭横 野外特設ステージBOHEMIAN GARDEN　ソロ出演

浜崎貴司 GACHI シーズン3［全5回］ (2012.6 - 2013.11)
- 其の一 2012年06月02日 VS おおはた雄一＠Mt.RAINIER HALL SHIBUYA PLEASURE PLEASURE
- 其の二 2012年09月08日 VS 曽我部恵一＠Mt.RAINIER HALL SHIBUYA PLEASURE PLEASURE
- 其の三 2012年12月07日 VS 奥田民生＠SHIBUYA-AX
- 其の四 2013年07月04日 VS トータス松本＠shibuya duo MUSIC EXCHANGE
- 其の五 2013年11月15日 VS ハナレグミ＠shibuya duo MUSIC EXCHANGE

2014
- 6月28日 出前GACHI 001 〜栃木場所 vs 佐藤タイジ＠栃木県宇都宮 コーヒー・ルンバ
- 6月29日 出前GACHI 002 〜栃木場所 vs 佐藤タイジ＠栃木県宇都宮 コーヒー・ルンバ
- 9月4日 出前GACHI 003 〜福岡場所 特別巡業〜 vs 斉藤和義 vs YO-KING vs 奥田民生＠Zepp Fukuoka
- 11月3日 出前GACHI 004 〜高知場所 vs ハナレグミ＠高知 蛸蔵
- 11月15日 ライヴイベント「Rock'n Roll Closet Vol.20」出演＠東京・江古田BUDDY

2015
- 7月1日 出前GACHI 005 〜浜松場所 vs 高野寛＠浜松エスケリータ68
- 7月2日 出前GACHI 006 〜浜松場所 vs 高野寛＠名古屋 TOKUZO
- 7月17日 出前GACHI 007 〜徳島場所 vs 佐藤タイジ＠徳島 Amusement Bar Fly
- 7月18日 出前GACHI 008 〜岡山場所 vs 佐藤タイジ＠岡山 城下公会堂
- 7月20日 出前GACHI 009 〜福岡場所 vs 佐藤タイジ＠福岡 ROOMS
- 8月9日 出前GACHI 010 〜青森場所 vs 佐藤竹善＠青森 Quarter
- 8月10日 出前GACHI 011 〜仙台場所 vs 佐藤竹善＠仙台 CLUB JUNK BOX
- 9月7日 ベリテンライブ2015＠井頭公演運動広場（栃木県真岡市）奥田民生 [guest: 浜崎貴司、手島いさむ（ユニコーン）] 出演
- 9月26日 GACHI 高野山開創1200年記念スペシャル＠高野山 壇上伽藍特設会場

（ゲスト 稲葉法研、スガシカオ、つじあやの、根本要、山内総一郎、YO-KING, 吉井和哉）
- 11月2日 GACHIスペシャル東京 HAMAZAKI 50歳記念バトルロイヤル＠shibuya duo MUSIC EXCHANGE

（vs 奇妙礼太郎、vs 斉藤和義、vs 藤巻亮太、vs 山内総一郎）
- 11月28日 出前GACHI 012 〜京都場所 vs トータス松本 vs 奇妙礼太郎＠京都 磔磔
- 12月3日 出前GACHI 013 〜金沢場所 vs 奥田民生＠金沢EIGHT HALL
- 12月4日 出前GACHI 014 〜福井場所 vs 奥田民生＠響のホール
- 12月12日 ハーレーダビッドソン塚原クリスマスチャリティーパーティー2015 スペシャルゲスト出演＠栃木県 ハーレーダビッドソン塚原
- 12月13日 福島で歌う旅2015 浜崎貴司、Laika Came Back ツーマンライブ＠福島 いわき burrows
- 12月19日 RKK きらきらファクトリー「今野多久郎・浜崎貴司 トーク＆ライブ」出演＠熊本 きらきらファクトリーメイン会場内、花畑広場ステージ
- 12月22日 奥田民生 生誕50周年伝説 となりのベートーベン ゲスト出演＠東京国際フォーラム ホールA
- 12月23日 渋谷サンタフェスティバル 出演＠渋谷ハチ公前広場 特設ステージ

弾き語りツアー"LIFE WORKS LIVE 〜Since2011／終わりなきひとり旅"  (2011.01.28 - )
- 2011年 から100公演を越え、ライブツアー継続中!!（詳細→外部リンク、特設ページ参照）

### 楽曲提供
- 及川光博
  - 「不純異性交遊」‐アルバム『ヒカリモノ』収録
  - 「イチャイチャしたい。」‐アルバム『FUNKASIA☆』収録
- 坂本真綾
  - 「ハニー・カム」「月と走りながら」‐アルバム『夕凪LOOP』収録
- 中山美穂
  - 「あみあげた夢」‐アルバム『Pure White』収録
- カミタミカ
  - 「GINZAガール」‐アルバム『カミタミカ』収録
- COLOR（のちのBuzy）
  - シングル「あなたを愛す私を愛す」
  - 「今は好きと告げるしかない」‐アルバム『Love Execute』収録
- カワミツサヤカ
  - 「不愛想」‐アルバム『心の歩幅』収録
- HI LOCKATION MARKETS
- Full Of Harmony
- redballoon
  - シングル「青春の詩」
  - 「夕立ストーリー」「ミツカラナイコト」-アルバム『FIRST STORY』収録
  - 「キズナ」「冬のセツナ」-アルバム『EVER BLUE』収録